# Lot falowy

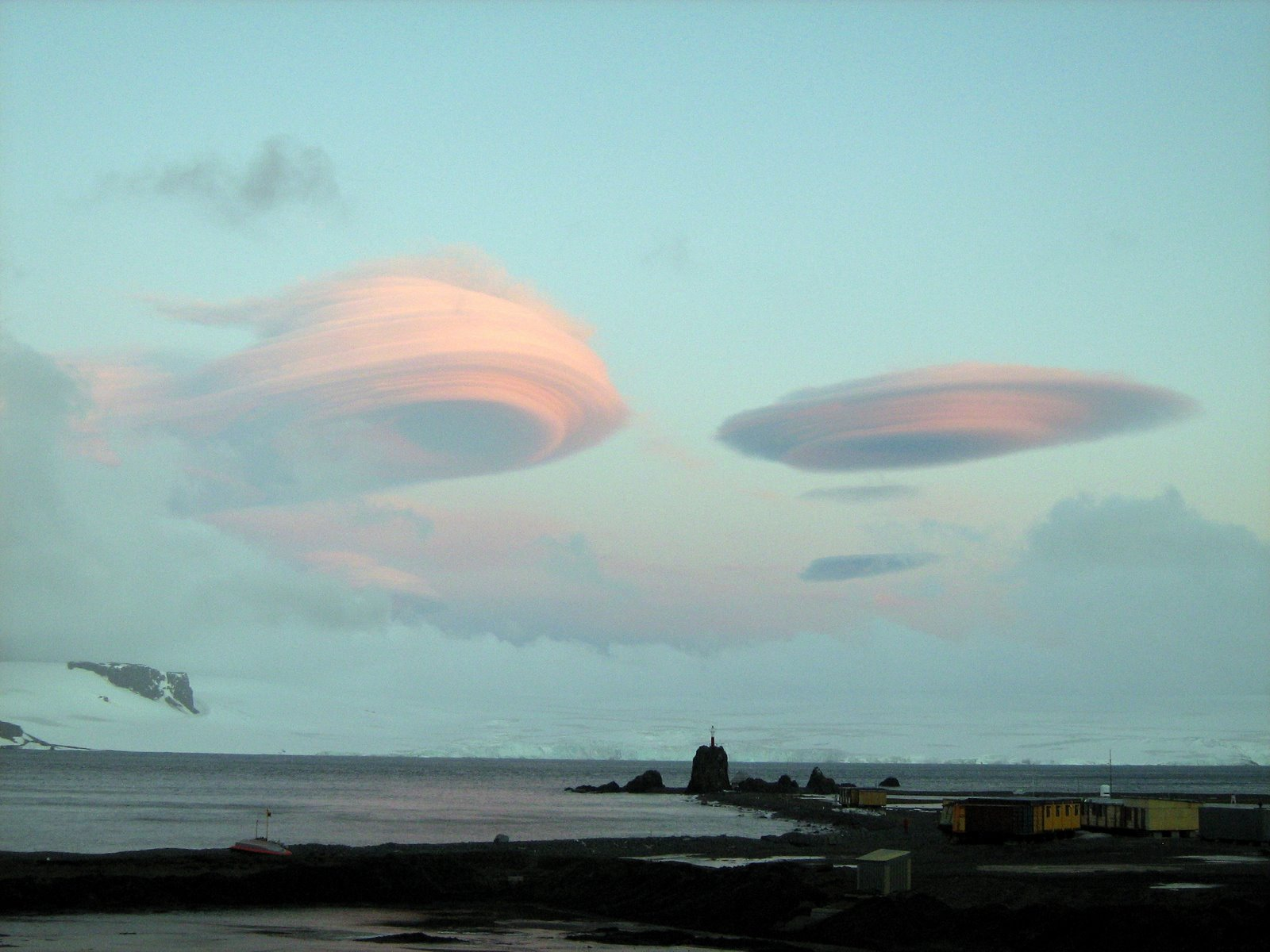
Altocumulus lenticularis nad Polską Stacją Antarktyczną im. Henryka Arctowskiego

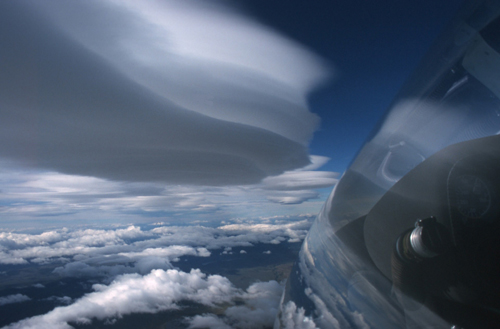
Szybowiec w locie falowym. Zdjęcie w czasie lotu po zawietrznej części pasma górskiego Andów

Lot falowy – w szybownictwie lot z wykorzystaniem „noszeń falowych” – prądów wznoszących  w atmosferze o przekroju rozległych fal powstających w szybko przemieszczającej się masie  powietrza (wietrze)  za przeszkodą górską, lub uskokiem terenowym. W szczególnych warunkach fale powietrzne mogą powstawać także nad płaskim terenem na skutek dużych różnic prędkości i kierunku wiatru na różnych wysokościach.

## Mechanizm
Zjawisko powstawania noszeń falowych jest podobne do powstawania fal w rzece. Szybko przemieszczające się powietrze po napotkaniu przeszkody orograficznej w postaci pasma gór spiętrza się po stronie nawietrznej i odchyla ku górze, a po stronie zawietrznej nie spływa laminarnie przy zboczu, lub dużym uskoku terenowym, lecz tworzy potężne wiry o poziomej osi, rotory, wywołujące falowanie powietrza. Fale te, w zależności od prędkości wiatru, wysokości przeszkody czy uskoku terenu, mogą sięgać wysoko w stratosferę. Fale powstające nad równinami mają bardziej złożoną strukturę, a podłożem wymuszającym falowanie warstw górnych jest masa zalegającego niżej powietrza o odmiennej charakterystyce.

## Związane zjawiska
W specyficznych miejscach obszaru falowania powietrza tworzą się charakterystyczne chmury Altocumulus lenticularis.